# Везон-ла-Ромен
Везон-ла-Ромен (фр. Vaison-la-Romaine) — коммуна во французском департаменте Воклюз региона Прованс — Альпы — Лазурный Берег. Является центром одноимённого кантона.

## Географическое положение
Везон-ла-Ромен расположен в 50 км к северу от Авиньона и в 27 км к северо-востоку от Оранжа. Соседние коммуны: Сен-Ромен-ан-Вьеннуа, Пюимера и Фокон на северо-востоке, Сен-Марселлен-ле-Везон и Антрешо на юго-востоке, Кресте на юге, Сегюре на юго-западе, Расто и Роэ на западе, Бюиссон и Вильдьё на северо-западе.

### Гидрография
Увез разделяет старый Верхний город XIII века от современного. Увез в Везон-ла-Ромен особенно известен своими губительными наводнениями. Сохранился знаменитый древнеримский мост.

## Демография
Население коммуны на 2010 год составляло 6169 человек.
| 1962 | 1968 | 1975 | 1982 | 1990 | 1999 | 2010 |
| ---- | ---- | ---- | ---- | ---- | ---- | ---- |
| 3865 | 4402 | 5210 | 5862 | 5663 | 5899 | 6169 |

## Достопримечательности
Везон-ла-Ромен входит в национальный список Города и земли искусств и истории.
- Замок графов Тулузских.
- Кафедральный собор Нотр-Дам-де-Назарет, XIII век.
- Клуатр XII—XIII века.
- Часовня Сен-Кенин.
- Статуя Вьерж-Нуар.

В XIX веке в римском амфитеатре Везон-ла-Ромена была найдена статуя Везонского Диадумена (ок. 50 года до н. э.). Так как из-за дороговизны Луврский музей отказался её купить, в 1870 году она была продана Британскому музею.

## Известные уроженцы
- Гней Помпей Трог (лат. Gnaeus Pompeius Trogus, I-й век до нашей эры — I-й век нашей эры) — древнеримский историк.